# Ciclism la Jocurile Olimpice de vară din 2016
Probele sportive de ciclism la Jocurile Olimpice de vară din 2016 s-au desfășurat în perioada 6–21 august în patru locații diferite din Rio de Janeiro, Brazilia. Probele de pistă au avut loc pe Velodromul Olimpic din Rio în zona olimpică Barra da Tijuca, probele de BMX pe Centrul Olimpic de BMX și probele de mountain biking pe Parcul Olimpic de Mountain Biking în zona Deodoro, și probele de ciclism pe șosea pe Fortul Copacabana (cursă pe șosea) și pe Plaja Pontal (cursă contra cronometru) în zona Copacabana.

## Medaliați

### Ciclism pe șosea
| Probă                          | Aur                        | Argint                  | Bronz                      |
| Cursa masculină pe șosea       | Greg Van Avermaet (BEL)    | Jakob Fuglsang (DEN)    | Rafał Majka (POL)          |
| Cursa feminină pe șosea        | Anna van der Breggen (NED) | Emma Johansson (SWE)    | Elisa Longo Borghini (ITA) |
| Contratimp individual masculin | Fabian Cancellara (SUI)    | Tom Dumoulin (NED)      | Chris Froome (GBR)         |
| Contratimp individual feminin  | Kristin Armstrong (USA)    | Olga Zabelinskaya (RUS) | Anna van der Breggen (NED) |

### Ciclism pe pistă
| Probă                        | Aur                                                                                        | Argint                                                                                                  | Bronz |
| Sprint masculin individual   | Jason Kenny · Marea Britanie (GBR)                                                         | Callum Skinner · Marea Britanie (GBR)                                                                   | Denis Dmitriev · Rusia (RUS)                                                                                 |
| Sprint feminin individual    | Kristina Vogel · Germania (GER)                                                            | Becky James · Marea Britanie (GBR)                                                                      | Katy Marchant · Marea Britanie (GBR)                                                                         |
| Sprint masculin pe echipe    | Marea Britanie (GBR) RO · Philip Hindes · Jason Kenny · Callum Skinner                     | Noua Zeelandă (NZL) · Eddie Dawkins · Ethan Mitchell · Sam Webster                                      | Franța (FRA) · Grégory Baugé · Michaël D'Almeida · François Pervis                                           |
| Sprint feminin pe echipe     | China (CHN) · Gong Jinjie · Zhong Tianshi                                                  | Rusia (RUS) · Daria Shmeleva · Anastasia Voynova                                                        | Germania (GER) · Miriam Welte · Kristina Vogel                                                               |
| Keirin masculin              | Jason Kenny · Marea Britanie (GBR)                                                         | Matthijs Buchli · Olanda (NED)                                                                          | Azizulhasni Awang · Malaezia (MAS)                                                                           |
| Keirin feminin               | Elis Ligtlee · Olanda (NED)                                                                | Becky James · Marea Britanie (GBR)                                                                      | Anna Meares · Australia (AUS)                                                                                |
| Urmărire masculină pe echipe | Marea Britanie (GBR) RM · Ed Clancy · Steven Burke · Owain Doull · Sir Bradley Wiggins ·   | Australia (AUS) · Alexander Edmondson · Jack Bobridge · Michael Hepburn · Sam Welsford · Callum Scotson | Danemarca (DEN) · Lasse Norman Hansen · Niklas Larsen · Frederik Madsen · Casper von Folsach · Rasmus Quaade |
| Urmărire feminină pe echipe  | Marea Britanie (GBR) RM · Katie Archibald · Laura Trott · Elinor Barker · Joanna Rowsell · | Statele Unite ale Americii (USA) · Sarah Hammer · Kelly Catlin · Chloe Dygert · Jennifer Valente ·      | Canada (CAN) · Allison Beveridge · Jasmin Glaesser · Kirsti Lay · Georgia Simmerling · Laura Brown           |
| Omnium masculin              | Elia Viviani · Italia (ITA)                                                                | Mark Cavendish · Marea Britanie (GBR)                                                                   | Lasse Norman Hansen · Danemarca (DEN)                                                                        |
| Omnium feminin               | Laura Trott · Marea Britanie (GBR)                                                         | Sarah Hammer · Statele Unite ale Americii (USA)                                                         | Jolien D'Hoore · Belgia (BEL)                                                                                |

### Mountain biking
| Probă                  | Aur                           | Argint                            | Bronz                                |
| Cross-country masculin | Nino Schurter · Elveția (SUI) | Jaroslav Kulhavý · Cehia (CZE)    | Carlos Coloma Nicolás · Spania (ESP) |
| Cross-country feminin  | Jenny Rissveds · Suedia (SWE) | Maja Włoszczowska · Polonia (POL) | Catharine Pendrel · Canada (CAN)     |

### BMX
| Probă    | Aur                                              | Argint                                        | Bronz                               |
| Masculin | Connor Fields · Statele Unite ale Americii (USA) | Jelle van Gorkom · Olanda (NED)               | Carlos Ramirez · Columbia (COL)     |
| Feminin  | Mariana Pajón · Columbia (COL)                   | Alise Post · Statele Unite ale Americii (USA) | Stefany Hernandez · Venezuela (VEN) |

## Clasament pe medalii
| Loc   | Țară                       | Aur | Argint | Bronz | Total |
| ----- | -------------------------- | --- | ------ | ----- | ----- |
| 1     | Marea Britanie             | 6   | 4      | 2     | 12    |
| 2     | Olanda                     | 2   | 3      | 1     | 6     |
| 3     | Statele Unite ale Americii | 2   | 3      | 0     | 5     |
| 4     | Elveția                    | 2   | 0      | 0     | 2     |
| 5     | Suedia                     | 1   | 1      | 0     | 2     |
| 6     | Belgia                     | 1   | 0      | 1     | 2     |
| 6     | Columbia                   | 1   | 0      | 1     | 2     |
| 6     | Germania                   | 1   | 0      | 1     | 2     |
| 6     | Italia                     | 1   | 0      | 1     | 2     |
| 10    | China                      | 1   | 0      | 0     | 1     |
| 11    | Rusia                      | 0   | 2      | 1     | 3     |
| 12    | Danemarca                  | 0   | 1      | 2     | 3     |
| 13    | Australia                  | 0   | 1      | 1     | 2     |
| 13    | Polonia                    | 0   | 1      | 1     | 2     |
| 15    | Cehia                      | 0   | 1      | 0     | 1     |
| 15    | Noua Zeelandă              | 0   | 1      | 0     | 1     |
| 17    | Canada                     | 0   | 0      | 2     | 2     |
| 18    | Franța                     | 0   | 0      | 1     | 1     |
| 18    | Malaezia                   | 0   | 0      | 1     | 1     |
| 18    | Spania                     | 0   | 0      | 1     | 1     |
| 18    | Venezuela                  | 0   | 0      | 1     | 1     |
| Total | Total                      | 18  | 18     | 18    | 54    |